# سفارة السودان لدى السعودية
سفارة السودان لدى السعودية هي الممثلية الدبلوماسية العليا لدولة السودان لدى المملكة العربية السعودية. تقع السفارة في حي السفارات في الرياض.